# Remixed (Bastille)
Remixed è un album di remix del gruppo musicale britannico Bastille, pubblicato il 22 ottobre 2013 dalla Virgin Records.

## Tracce
Testi e musiche di Dan Smith.
1. Bad Blood (Melé Remix) – 4:23
2. Overjoyed (Distance Remix) – 5:06
3. Pompeii (Kat Krazy Remix) – 3:37
4. Laura Palmer (RAC Mix) – 3:11
5. Things We Lost in the Fire (beGun Remix) – 5:37
6. Flaws (Russ Chimes Remix) – 7:11
7. Bad Blood (F*U*G*Z Remix) (feat. F Stokes & Kenzie May) – 3:41
8. Overjoyed (Yeasayer Remix) – 4:09
9. Pompeii (Tyde Remix) – 4:22
10. Laura Palmer (Abbey Road Sessions) – 3:00